# 유병호 (1940년)
유병호(1940년 10월 30일~)는 대한민국의 정치인이다. 제42대 강화군수를 역임하였다.

## 학력
- 송해국민학교 졸업
- 강화중학교 졸업
- 강화고등학교 졸업
- 성균관대학교 법학 학사

## 역대 선거 결과
|  | 51.77% |

|  | 56.55% |

|  | 56.93% |

|  | 39.42% |

| 전임 김선흥 | 제42대 인천광역시 강화군수 2002년 7월 1일~2006년 6월 30일 | 후임 안덕수 |